# Ho Tung Margaret
Ho Tung Margaret, född 1864, död 1944, var en kinesisk jordbrukare och filantrop. 
Ho Tung Margaret var dotter till den skotska affärsmannen Hector Coll MacLean, anställd vid Jardine Matheson i Hong Kong, och hade en kinesisk mor vid namn Ng. Hon gifte sig 1881 med den rika kinesiska finansiären Ho Tung, som 1915 adlades till Sir Robert, varefter hon själv kallades Lady Mak, Lady M, Lady Margaret eller Lady Ho Tung. Hon anlade Tung-Ying Experimental Farm, där hon odlade plantor experimentellt, bland dem silkesmaskar och mullbärsträd. Hennes lantbruk blev berömt i New Territories och hon fungerade ofta som konsult för Hong Kong-regering ifråga om jordbruk. Hon gjorde också donationer till filantropisk verksamhet, bland annat hem för flickor och kvinnor som drabbats av slavhandeln (Mui Tsai) 1931. Ett stipendium för kvinnliga studenter stiftades efter hennes död i hennes namn. 